# جوش مايو
جوش مايو (15 يوليو 1987 في الولايات المتحدة - ) (بالإنجليزية: Josh Mayo)‏ هو لاعب كرة سلة أمريكي في مركز هجوم خلفي.

## وصلات خارجية
- جوش مايو على موقع كرة السلة الأوروبية.كوم (الإنجليزية)
- جوش مايو على موقع كلية كرة السلة في سبورتس رفرنس.كوم (الإنجليزية)
- جوش مايو على موقع ريلجم (الإنجليزية)
- جوش مايو على موقع بروبوليرز (الإنجليزية)
- جوش مايو على موقع سبورتس رفرنس (الإنجليزية)